# Chirurgie thyroïdienne
La chirurgie thyroïdienne est une chirurgie endocrinologique s'interessant à la glande thyroïde.

## Techniques
- Thyroïdectomie totale
- Thyroïdectomie subtotale
- Énucléation d'un nodule
- Lobectomie droite ou gauche

## Indications
- Maladie de Basedow
- Cancer de la thyroïde

## Risques et complications
- Hypothyroïdie
- Crise aigüe thyrotoxique
- Paralysie des cordes vocales
- Thyroïdite infectieuse ou nosocomiale